# Pterolophia pseudocarinata
Pterolophia pseudocarinata là một loài bọ cánh cứng trong họ Cerambycidae.